# Dólmen de Dombate

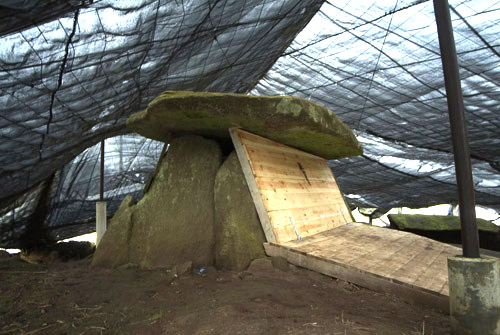
Vista do dólmen de Dombate

O dólmen de Dombate fica no concelho de Cabana de Bergantiños, na Galiza. Perto dele acham-se outros monumentos conhecidos pela existência de arte parietal: Pedra Cuberta e Casa dos Mouros. Construiu-se na primeira metade do Quarto milénio a.C. e a câmara a finais desse mesmo milénio. Foi usado em diferentes  épocas de 3800 a.C. até 2700 a.C., momento no que foi clausurado.
No século XIX o historiador Manuel Murguía já escreveu sobre o dólmen e, em 1885, o poeta Eduardo Pondal imortalizou-o num poema em Queixumes dos Pinos.
Foi escavado pelo arqueólogo José María Bello Dieguez nos anos de 1987, 1988 e 1989.
O túmulo, ou mamoa, tem cerca de 24 m. de diâmetro e 1,80 m. de altura. Consta duma camada de terra escura coberta parcialmente por uma couraça pétrea formada por pedras planas depositadas horizontalmente, que marcam o perímetro, e pedras bem travadas no interior. Suspeita-se que originariamente o túmulo recobria até à altura do corredor e que a anta ficava à vista.

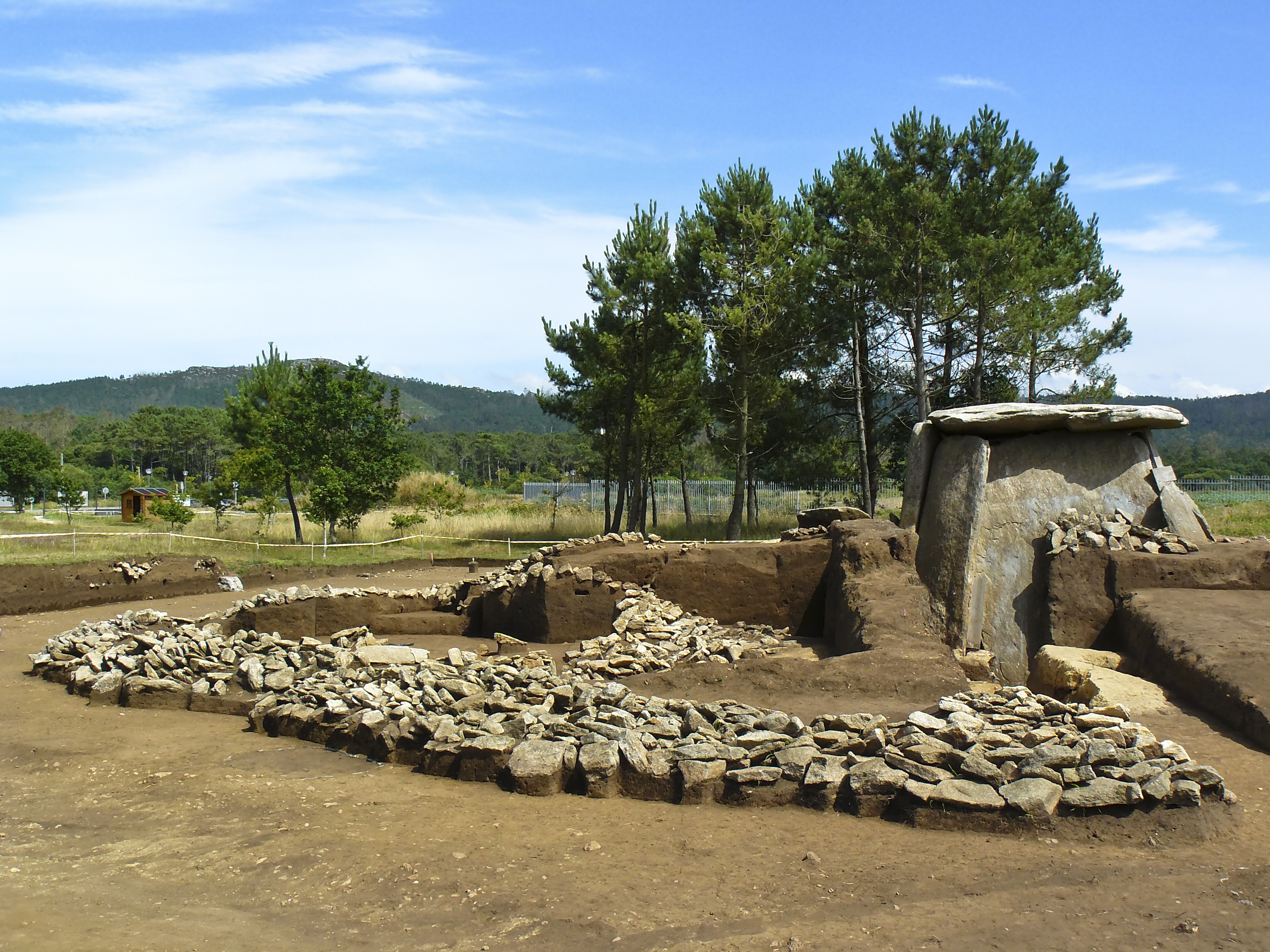
Escavações de 2009

A anta consiste numa câmara poligonal ancha formada por sete ortóstatos, um dos quais mede 4,64 x 3 m, e um corredor de três tramos, bem diferençado em planta e em secção. A entrada estava fechada com uma lousa vertical coberta de pedras. Entre alguns ortóstatos colocaram-se lousas alongadas pelo exterior para contribuir a fechar o oco. As gábias de sustentação atingem profundidades de 140 cm. na câmara e 70 cm. no corredor.
Sob o túmulo conhecido existiu um megálito anterior no tempo, de menor tamanho e complexidade, consistente numa câmara simples, alongada e aberta, composta por nove ortóstatos e dimensões de 240x190 cm. O seu túmulo tinha 10,5 m. de diâmetro e estava coberto por uma couraça de uma só camada de pedras.
No segmento inicial do corredor acharam-se 20 pequenos ídolos. Os ortóstatos da câmara contêm gravuras. Todas as lousas, tanto na câmara como no corredor, contam com pintura. Esta distribui-se em dois registos horizontais separados por uma faixa vermelha de pontos vermelhos e pretos, sendo o conjunto uma composição na que prima a geometricidade (ziguezagues, faixas verticais e oblíquas, ondulados, retículas, etc.).
Também se encontrara uma fileira de ídolos, vinte em total, colocados defronte ao corredor e no limite do túmulo e um notável enxoval lítico e cerâmico.

## Ocupação
Os estudos sobre o dólmen de Dombate fazem pensar que este foi ocupado em quatro momentos:
- Momento 1, que corresponde com o da sua criação, e que aconteceu entre 3800 e 3600 a.C. Durante a segunda metade do Quarto milénio e os dois primeiros terços do Terceiro só se ergueram dolmens de corredor.
- Momento 2, por volta de 3000 a.C., durante o que se preparou e utilizou pela primeira vez a área de acesso.
- Momento 3, por volta de 2700 a.C., quando se fechou finalmente o corredor e rematou o seu uso ritual.
- Momento 4, possivelmente coincidente com a cultura do vaso campaniforme, durante o que se violou por vez primeira.

## Situação actual e futuro
O dólmen de Dombate acha-se coberto por uma barraca dentro dum recinto fechado e de acesso restringido em horários de visita. A curto prazo, o arquitecto corunhês Francisco Vidal Pérez realizará o projecto de recuperação do dólmen de Dombate, reduzindo ao mínimo os elementos expositivos, que se trasladam ao centro de visitantes. Assim, o arquitecto corunhês propõe intervenções que ajudem a "suster e conservar" o monumento, com critérios de integração de paisagem e território.

## Galeria de imagens

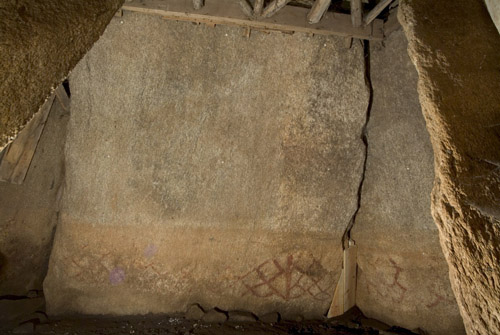
Vista do interior da câmara do dólmen
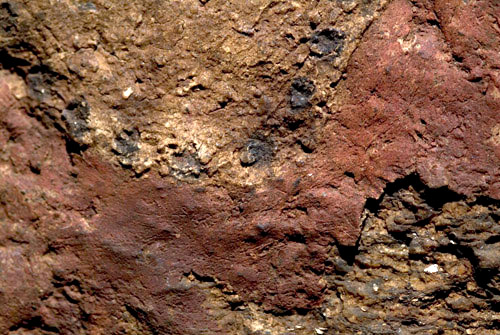
Detalhe das pinturas
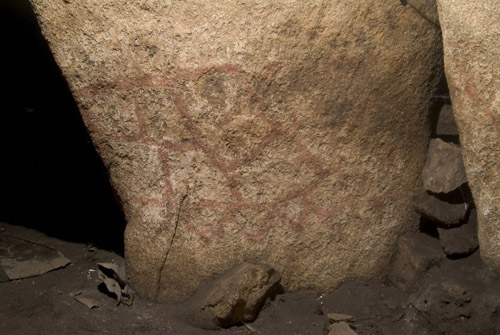
Vista geral das pinturas